# 28184 Vaishnavirao
28184 Vaishnavirao este un asteroid din centura principală de asteroizi.

## Descriere
28184 Vaishnavirao este un asteroid din centura principală de asteroizi. A fost descoperit pe 21 noiembrie 1998 la Socorro, New Mexico, în cadrul proiectului LINEAR. Asteroidul prezintă o orbită caracterizată de o semiaxă mare de 2,23 ua, o excentricitate de 0,17 și o înclinație de 4,5° în raport cu ecliptica.